# Rudolf I., grof Clermont-en-Beauvaisisa
Rudolf I. (francuski: Raoul Ier; prije 1140. — ubijen 15. listopada 1191.), znan i kao Rudolf Crveni (francuski: Raoul le Roux), bio je francuski plemić, grof Clermont-en-Beauvaisisa te sljedbenik kralja Filipa II. Francuskoga, kojeg je pratio tijekom Trećeg križarskog rata.
Njegov je otac bio grof Renaud II. od Clermonta, sin lorda Huga I. Rudolfova je majka bila druga supruga njegova oca, gospa Klemencija od Bara, a polusestra grofica Flandrije Margareta.
Prije 1162. god., Rudolf je oženio Alisu od Breteuila, čiji su roditelji bili lord Valeran III. od Breteuil-en-Beauvaisisa i njegova supruga, gospa Holdeburga od Ailly-sur-Noyea i Tartignyja. Rudolfovo i Alisino najstarije dijete bila je grofica vladarica Katarina od Clermonta, očeva nasljednica. Rudolf i njegova žena imali su i kćeri Aelis i Matildu, kao i sina Filipa, koji je umro prije oca.